# Bathyeliasona kirkegaardi
Bathyeliasona kirkegaardi är en ringmaskart som först beskrevs av Uschakov 1971.  Bathyeliasona kirkegaardi ingår i släktet Bathyeliasona och familjen Polynoidae. Inga underarter finns listade i Catalogue of Life.